# شکار پرنده
شکار پرنده (به انگلیسی: Birdshot) یک فیلم دلهره‌آور و معمایی محصول سال ۲۰۱۶ سینمای فیلیپین به نویسندگی، کارگردانی و تدوین میخائیل رد با بازی مری جوی آپوستول، آرنولد ریس، کو آکینو و جان آرسیلا است.

## داستان
این فیلم داستان یک نوجوان روستایی فیلیپینی را روایت می‌کند که در جنگل‌های مرزی فیلیپین گم شده‌است. در این بین، او به صورت تصادفی یک عقاب فیلیپینی در معرض انقراض را می‌کشد. بدین ترتیب، مسئولان محلی جستجوی خود برای پیدا کردن قاتل این پرندهٔ ملی را آغاز می‌کنند. اما در حین تحقیقات با اسرار ترسناک‌تری مواجه می‌شوند و…